# Paul Bairoch

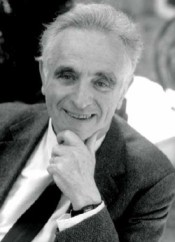
Paul Bairoch

Paul Bairoch (* 24. Juli 1930 in Antwerpen; † 12. Februar 1999 in Genf) war ein belgisch-schweizerischer Wirtschaftshistoriker. Er war Autor oder Mitautor von mehr als zwei Dutzend Büchern und 120 wissenschaftlichen Artikeln. Seine Forschung war u. a. spezialisiert auf Bevölkerungsgeschichte und Urbanisierung. Seine wichtigsten Arbeiten betonen die für die Industrialisierung notwendigen landwirtschaftlichen Voraussetzungen und behaupten im Gegensatz zu den meisten Forschern, dass der Kolonialismus für die Kolonialreiche nicht von Vorteil war. Er war außerdem der Meinung, dass Importzölle im 19. Jahrhundert positive Auswirkungen auf die wirtschaftliche und industrielle Entwicklung von Ländern hatten.

## Laufbahn
Bairoch wurde in Belgien als Sohn des Antwerpener Eisverkäufers Chaim Nachum und seiner Frau Laja geboren. Er erwarb einen Bachelor-Abschluss im Fernstudium und wollte eigentlich Ingenieur werden, wandte sich aber dem Studium der Wirtschaftsgeschichte an der Pariser École pratique des hautes études zu, wo er 1957 ein Diplom erhielt. Er promovierte 1963 an der Freien Universität Brüssel, wo er von 1965 bis 1995 tätig war. Von 1967 bis 1969 war er Wirtschaftsberater des Allgemeinen Zoll- und Handelsabkommens (GATT) in Genf, von 1969 bis 1971 Professor an der Sir George Williams University in Montréal und wurde auf Empfehlung von Fernand Braudel von 1971 bis 1972 Studiendirektor an der École pratique des hautes études. Im Jahr 1972 begann er als Gastprofessor Wirtschafts- und Sozialwissenschaften an der Universität Genf zu unterrichten. Er ging 1995 in den Ruhestand. Er war auch Gastprofessor in Harvard und am Collège de France (1983) und Doktor honoris causa der ETH Zürich. Ab 1985 leitete Bairoch eine Reihe von Forschungsprojekten zur Weltwirtschaft am Zentrum für internationale Wirtschaftsgeschichte in Genf.

## Forschung

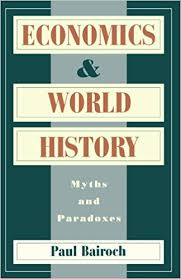
Economics & World History von 1993

Bairoch versuchte durch eigene empirische Untersuchungen allgemein akzeptierte Meinungen in den Wirtschaftswissenschaften zu überprüfen. Darunter waren die Vorstellung, dass der Freihandel zu Wirtschaftswachstum geführt hat; dass die Abkehr vom Freihandel die Große Depression verursacht hat; und dass die westlichen Kolonialmächte im 19. und frühen 20. Jahrhundert durch die Ausbeutung der Dritten Welt reich geworden sind.
Er vertrat die Auffassung, dass diese Überzeugungen auf unzureichenden Kenntnissen und falschen Interpretationen der Wirtschaftsgeschichte der Vereinigten Staaten, Europas und der Dritten Welt beruhen. Er erforschte ausführlich die Gründe, warum ein industrieller Aufschwung in den kolonisierten Ländern der Dritten Welt nicht stattfand (siehe z. B. sein Buch Révolution industrielle et sous-développement). Bairoch argumentierte, dass koloniale Ausbeutung für Industrialisierung nicht notwendig sei. Dies sei eine „gute Nachricht“ für die Dritte Welt, denn es bedeute, dass wirtschaftliche Entwicklung ohne Ausbeutung anderer Regionen stattfinden könne.
Bairoch vertrat auch die These, dass der Freihandel zur Deindustrialisierung im Osmanischen Reich beitrug. Im Gegensatz zum Protektionismus verfolgte das Osmanische Reich eine liberale, für ausländische Importe offene Handelspolitik. Diese hatte ihren Ursprung in den ersten Handelsverträgen mit Frankreich von 1536. Eine Politik, die später fortgesetzt wurde, wobei die Zölle für Ein- und Ausfuhren auf 3 % gesenkt wurden. Importzölle seien Bairoch zufolge unverzichtbar in der frühen Phase der Industrialisierung.
Er stellte auch historische Schätzungen zum Bruttosozialprodukt verschiedener Länder auf, welche später durch andere Wirtschaftshistoriker wie Angus Maddison überarbeitet wurden.

## Werke
- Le mythe de la croissance économique rapide au XIXe siècle. 1962
- Le processus et l’amorce de la croissance économique. [1963]
- La formation des prix des fruits, légumes et produits laitiers (mit Georges Thorn). Bruxelles: Université libre de Bruxelles, Institut de sociologie, 1964
- La baisse des coûts des transports et le développement économique. 1965
- Niveaux de développement économique de 1810 áa 1910. 1965
- L’économie belge et internationale (mit T. Deldycke and others). Institut de sociologie, Université libre de Bruxelles, 1965.
- Originalités et conséquences de la révolution industrielle. 1966
- Le rôle de l’agriculture dans la création de la sidérurgie moderne. 1966
- Evolution de la population active dans le monde par branches et par régions, 1880–1960. 1968
- La population active et sa structure. 1968
- Diagnostic de l’évolution économique du Tiers-monde, 1900–1968. Paris: Gauthier-Villars, 1970
- De tertiaire sector; studie over de invloed der ontwikkeling op de vermindering van de omvang der economische fluctuaties (mit weiteren Autoren) Bruxelles: Institut de sociologie de l’Université libre, [1970]
- Le Tiers monde en l’an 2000 (mit Pierre Masse). Paris: Presses universitaires de France, 1971.
- Trend in 1960–1967 and short term prospects of the Third World economy. Dakar: United Nations, African Institute for Economic Development and Planning, 1971.
- Le Tiers-Monde dans l’impasse. Le démarrage économique du XVIIIe au XXe siècle. Gallimard, 1971.
- Le chômage urbain dans les pays en voie de développement: présentation générale du problème et éléments d’une solution. Genève: Bureau International du Travail, 1972.
- Révolution industrielle et sous-développement. Fourth edition, Paris: Mouton, 1974.
- The economic development of the Third World since 1900. 1975
- Urban Unemployment in Developing Countries: The Nature of the Problem and Proposals for Its Solutions International Labour Office, 1976
- Commerce extérieur et développement économique de l’Europe au XIX siècle. Paris: Mouton, 1976.
- Taille des villes, conditions de vie et développement économique. Paris: Éd. de l’École des hautes études en sociales, 1977.
- Disparities in Economic Development Since the Industrial Revolution (Hrsg.: Paul Bairoch und Maurice Lévy-Leboyer) Palgrave: Macmillan, 1981. New York: St. Martin’s Press, 1981.
- Structure par produits des exportations du Tiers-monde 1830–1937 (mit Bouda Etemad) Genève: Droz, 1985.
- Les passages des économies traditionnelles européennes aux sociétés industrielles: quatrième rencontre franco-suisse d’histoire économique et sociale.(ed. by Paul Bairoch and Anne-Marie Piuz). Genève: Droz, 1985.
- Histoire économique De Jéricho à Mexico. Villes et économie dans l’histoire. Gallimard, 1985
- La population des villes européennes: 800–1850: banque de données et analyse sommaire des résultats (with Jean Batou and Pierre Chèvre) Genève: Droz, 1988.
- Cities and Economic Development: From the Dawn of History to the Present. Translated by Christopher Braider. Chicago: University of Chicago Press, 1988
- La Suisse dans l’économie mondiale (mit Martin Körner). Genève: Droz, 1990.
- World energy production, 1800–1985 = Production mondiale d’énergie (mit Etemad Bouda & Jean Luciani; unter Aufsicht von Paul Bairoch & Jean-Claude Toutain) Genève: Librairie Droz, 1991
- Liber amicorum: Henri Vander Eycken (mit Henri Vander Eycken). Brussels: VUBPress, 1991.
- Economics and World History: Myths and Paradoxes. University of Chicago Press, 1993
- Autour de l’histoire sociale du temps. Zurich: Chronos Verlag, 1997.
- Victoires et déboires: histoire économique et sociale du monde du XVIe siècle à nos jours. Gallimard, 1997.
- L’agriculture des pays développés, 1800 à nos jours: production, productivité, rendements.  Paris: Economica, ca. 1999